# اندیس اولاد قباد (۱) (OL۱)
اولاد قباد(۱)(OL۱) یک اندیس غیرفلزی است که در حوالی شهر نفت استان لرستان قرار دارد و مادهٔ معدنی موجود در آن، قیر طبیعی است.سنگ میزبان این اندیس سازند امیران(ماسه سنگ و سیلت استون) است و دیرینگی آن به دوران پالئوسن می‌رسد. 